# Ossuarium van Douaumont
Het Ossuarium van Douaumont is een monument waarin zich de resten van 130.000 ongeïdentificeerde Franse en Duitse soldaten bevinden. Allen zijn gesneuveld tijdens de slag om Verdun gedurende de Eerste Wereldoorlog. Het eerste ossuarium dateert uit 1919, het huidige monument komt uit 1932.

## Geschiedenis
In 1919 werd er op de slagvelden rond het fort Douaumont een houten keet neergezet om daarin de op het slagveld gevonden ongeïdentificeerde soldaten een laatste rustplaats te geven. Ze werden opgeborgen in houten kisten met daarop de namen van de sectoren op het slagveld waar zij werden gevonden.
De bisschop van Verdun, Mgr. Charles Ginisty, begon een geldinzameling om een meer permanente rustplaats te bouwen. Uiteindelijk werd hiervoor op 22 augustus 1920 de eerste steen gelegd door maarschalk Pétain. Op 7 augustus 1932 werd het monument geopend door de Franse president. Het hele project had uiteindelijk 15 miljoen frank gekost, 10 miljoen meer dan dat oorspronkelijk was begroot.

## Inrichting
Het monument zelf is 137 meter lang. Het merkwaardige uiterlijk van het gebouw kan worden verklaard via de symboliek van een tot het gevest in de grond gestoken zwaard. De toren kan worden gezien als de greep en de beide vleugels als de pareerstang van het gevest. De muren zijn versierd met de wapens van de steden die geld hebben gedoneerd voor de bouw. Het midden van het monument, waar zich de toegangspoort bevindt, staat onder een 46 meter hoge toren met daarin een 200 treden tellende trap. Bovenin bevindt zich een bijna twee en een halve ton wegende bronzen klok en een baken met vier draaiende lichten in de kleuren rood en wit. De toren zelf geeft uitzicht over het slagveld, een bord geeft aan naar welk gedeelte gekeken wordt. Een van de verste punten, te zien op een heldere dag, is de toren van het Memorial de Montfaucon.
De gangen van het monument bevatten 18 nissen met elk twee tombes. Aan ieder uiteinde bevinden zich vijf andere tombes. Onder de tombes bevinden zich de beenderen van de ongeïdentificeerde soldaten.
In het monument bevindt zich ook een katholieke kapel, 23 en een halve meter lang, 14 meter breed. De glas-in-loodramen zijn ontworpen door de schilder George Desvallières. Vier aanwezige beelden, evenals de Piëta boven het altaar zijn ontworpen door de beeldhouwer Élie-Jean Vézien. Aan de achterzijde van het monument bieden kleine glazen vensters zicht op de beenderen die zich eronder bevinden. Ervoor bevindt zich de grootste militaire begraafplaats van de regio met 15.000 graven. Een apart stuk is gereserveerd voor islamitische militairen, de graven staan de juiste kant op gericht.

## Galerij

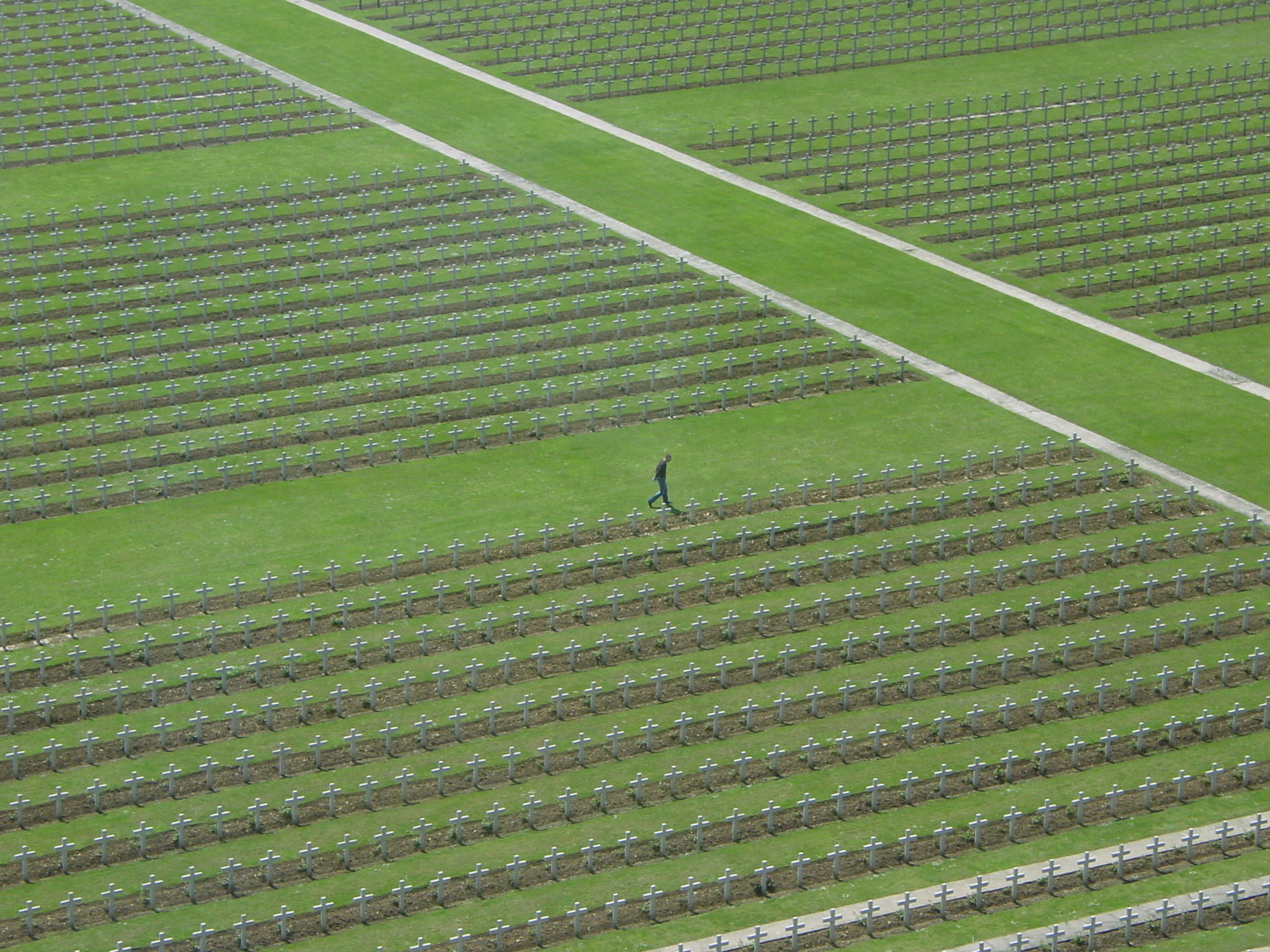
De begraafplaats vanuit de toren
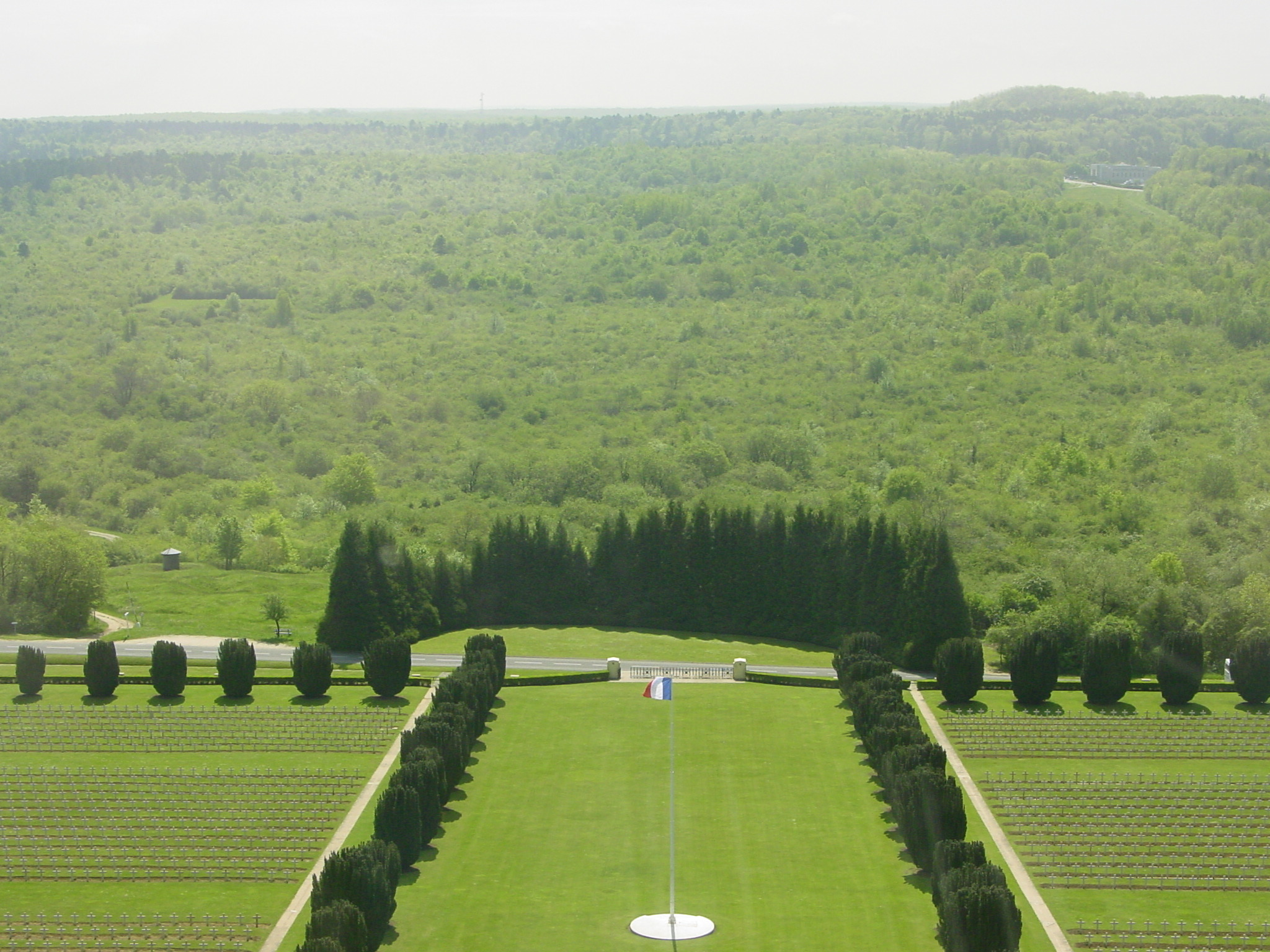
De begraafplaats vanuit de toren
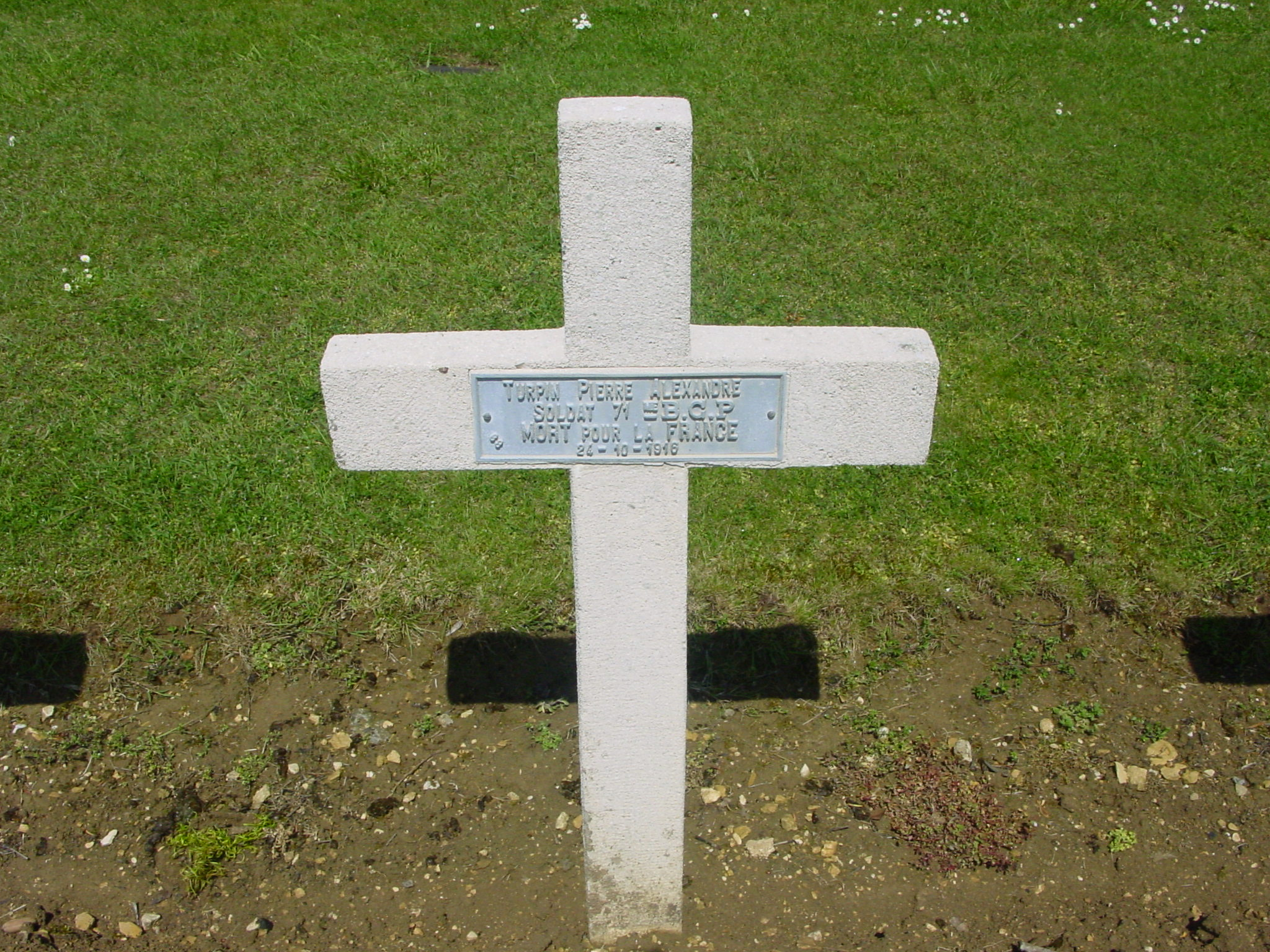
Detail van een graf
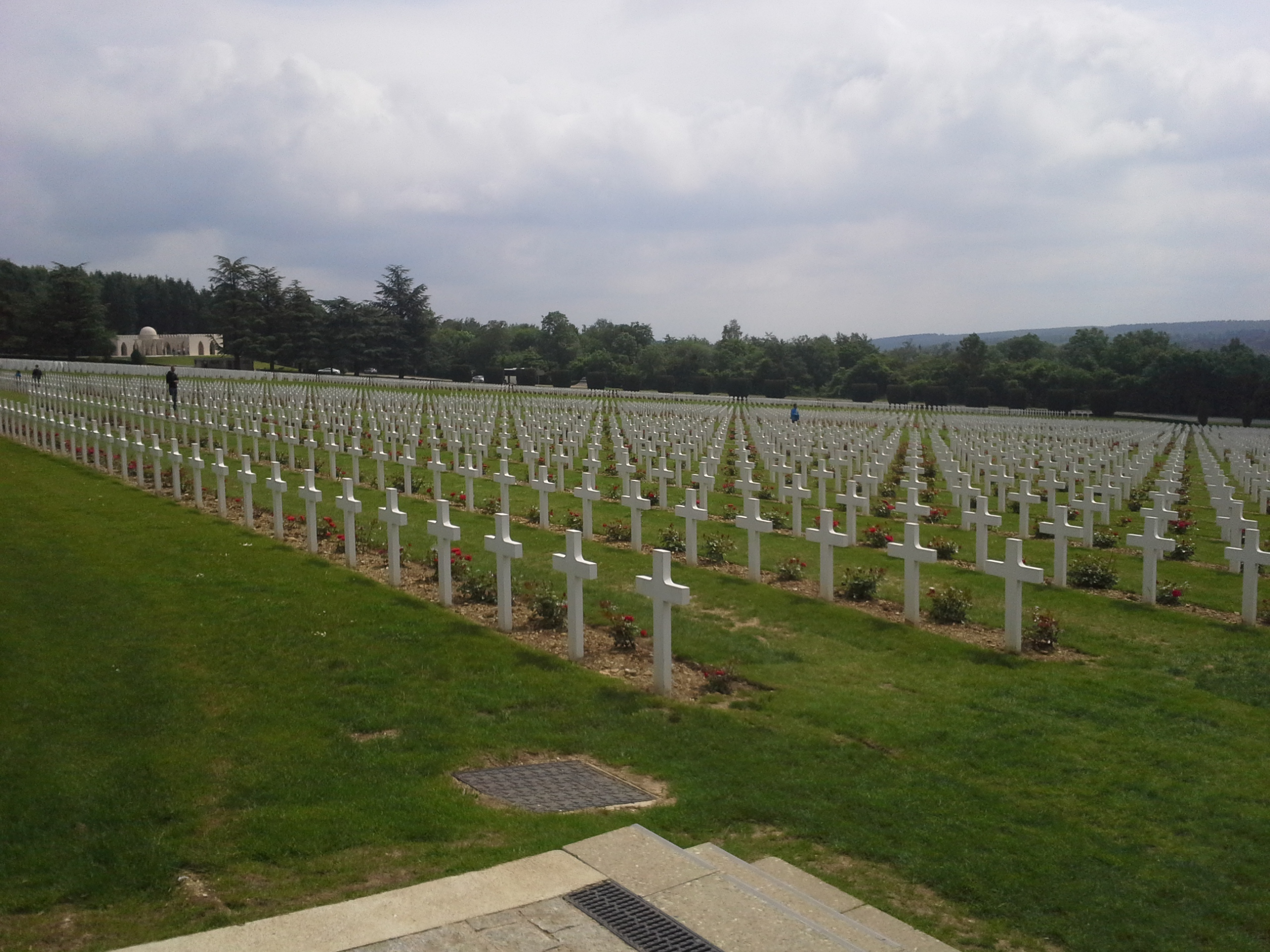
Overzicht
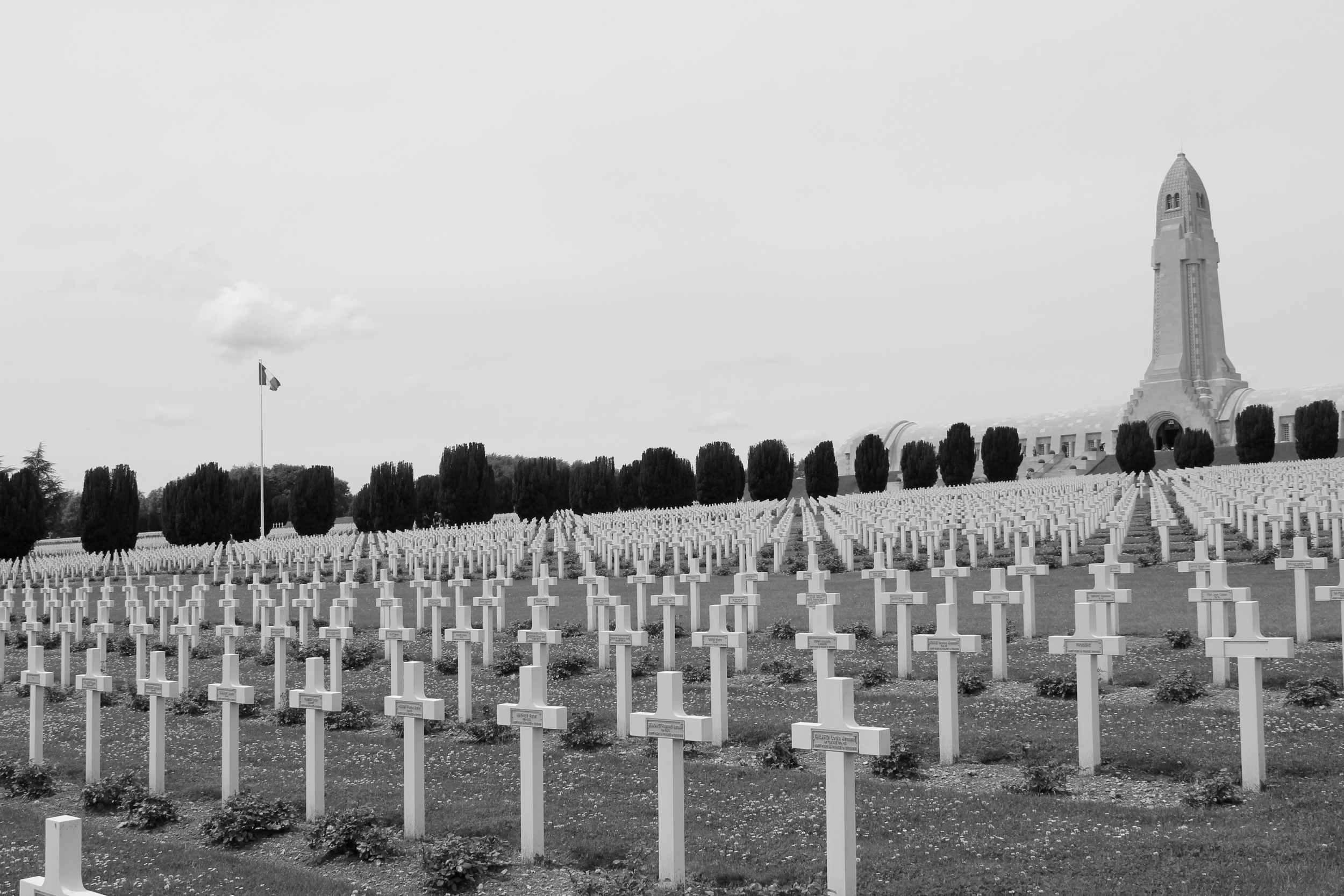
Graven en Ossuarium